# Vlag van Beegden

Gemeentevlag van Beegden
(1977-1991)

De vlag van Beegden is op 24 juni 1977 bij raadsbesluit vastgesteld als gemeentelijke vlag van de voormalige gemeente Beegden in de Nederlandse provincie Limburg. De vlag kan als volgt worden beschreven:
Een hoogte-lengteverhouding van 2:3; twee verticale banen van gelijke lengte, de broekhelft wit met een rode hoorn, wit beslagen, ter hoogte van 13/25 van de vlaghoogte en een lengte van 8/25 van de vlaglengte; de vluchthelft in zes banen geel, wit, geel, wit, geel en groen met een hoogteverhouding 8:3:3:3:8:25, de witte banen gegolfd.
De kleuren waren ontleend aan het gemeentewapen. De hoorn stond voor het Graafschap Horne, de golven voor de Maas, het geel voor de zandgronden en de landbouw, het groen voor bos en heide.
Op 1 januari 1991 ging Beegden samen met Heel en Panheel en Wessem op in de nieuw gevormde gemeente Heel, waardoor de vlag als gemeentevlag kwam te vervallen. In 2007 ging Heel samen met Maasbracht en Thorn op in de fusiegemeente Maasgouw.

## Verwante afbeelding

Wapen van Beegden

Ambt Montfort 
· Amby 
· Arcen en Velden 
· Baexem 
· Beegden 
· Belfeld 
· Bemelen 
· Berg en Terblijt 
· Bocholtz 
· Born 
· Broekhuizen 
· Cadier en Keer 
· Echt 
· Eijsden 
· Elsloo 
· Eygelshoven 
· Geleen 
· Grathem 
· Grubbenvorst 
· Haelen 
· Heel 
· Heel en Panheel 
· Heer 
· Helden 
· Herten
· Heythuysen 
· Hoensbroek 
· Horn 
· Horst 
· Hulsberg 
· Hunsel 
· Kessel 
· Klimmen 
· Limbricht 
· Linne 
· Maasbracht 
· Maasbree 
· Margraten 
· Meerlo-Wanssum 
· Meijel 
· Melick en Herkenbosch 
· Montfort 
· Munstergeleen 
· Neer 
· Nieuwenhagen 
· Nieuwstadt 
· Nuth 
· Ohé en Laak 
· Onderbanken 
· Ottersum 
· Posterholt 
· Roggel 
· Roggel en Neer 
· Schaesberg 
· Schinnen 
· Sevenum 
· Sint Odiliënberg 
· Sittard 
· Stevensweert 
· Stramproy 
· Susteren 
· Swalmen 
· Tegelen 
· Thorn 
· Ubach over Worms 
· Ulestraten 
· Urmond 
· Valkenburg-Houthem 
· Vlodrop 
· Wessem 
· Wittem